# Reinhold Felderhoff
Reinhold Carl Thusmann Felderhoff (25 de febrero de 1865 - 18 de diciembre de 1919) fue un escultor alemán.

## Biografía
Felderhoff nació en Elbing, Prusia Occidental (Elbląg, Polonia). Entró en la Academia de Artes Prusiana en 1880 y estudió a las órdenes de Fritz Schaper hasta 1884, después de lo cual se convirtió en estudiante maestro en el estudio de Reinhold Begas. En 1885, pasó un año en Roma con una beca, y después retornó para realizar más trabajo con Begas, permaneciendo ahí a lo largo de 1888, aunque también realizaba trabajos independientes (como free-lance) desde principios de 1887 y ganó un contrato del gobierno para esculpir bustos de famosos generales para la Armería de Berlín (Zeughaus, hora Museo de Historia de Alemania). 1890 y 1891 le trajo otra estancia en Roma. Después ayudó a su mentor, Begas, a completar el Monumento Nacional al Kaiser Guillermo, por el que recibió una medalla en 1897.
Felderhoff se unió a la Secesión de Berlín y se convirtió en miembro de la Academia en 1913. Fue nombrado profesor allí en 1917 y murió en Berlín en 1919.

## Obra

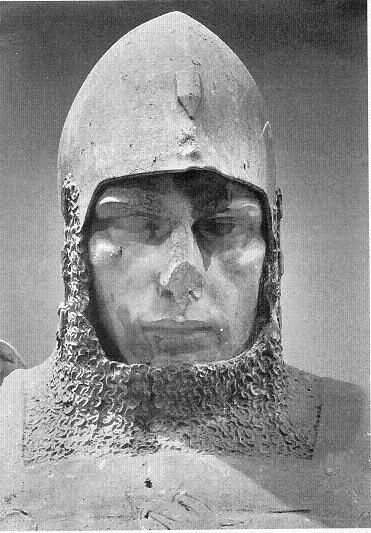
Primer plano de Juan II, mostrando daños sufridos durante la II Guerra Mundial.

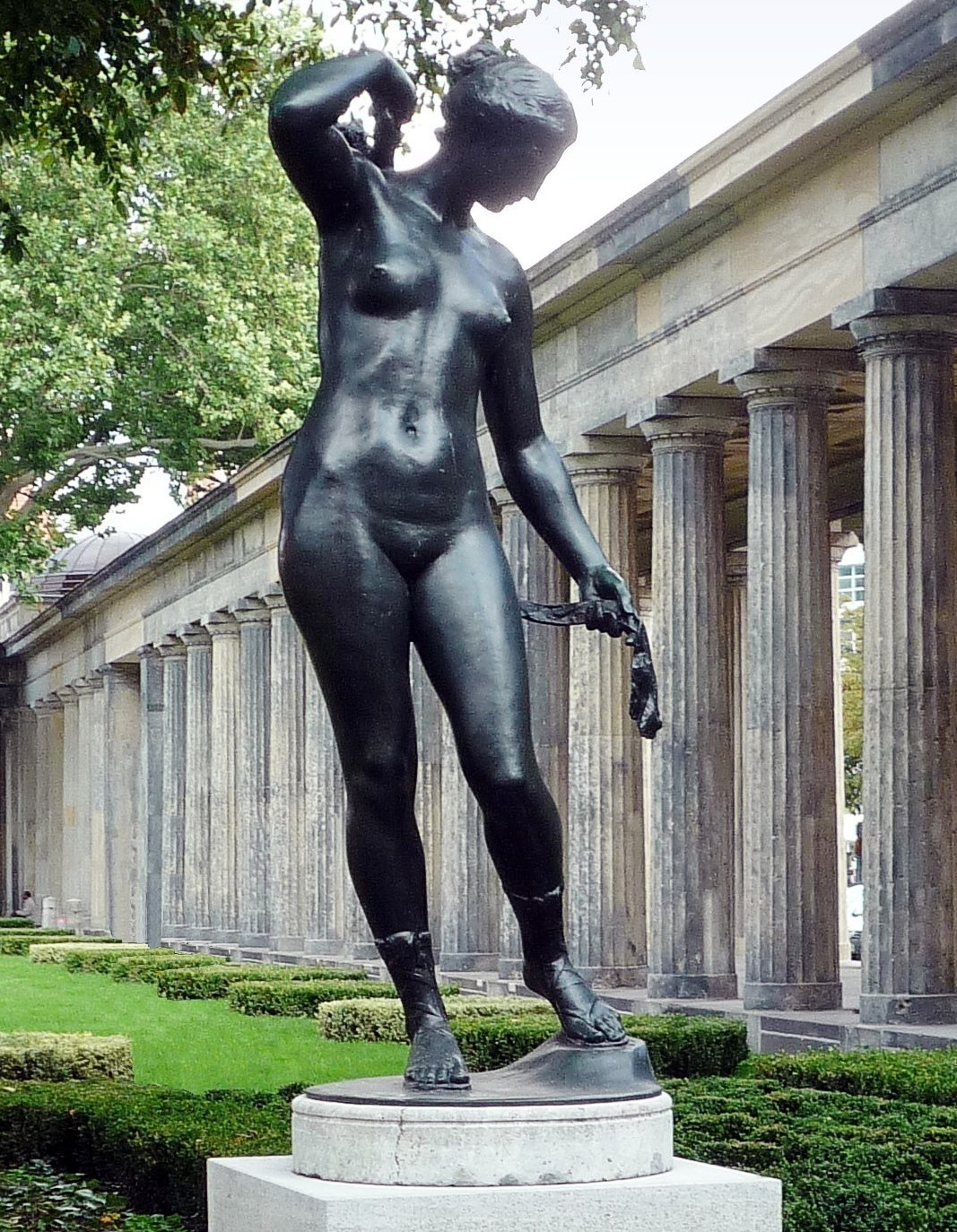
Diana, en el Parque de la Columnata en la Isla de los Museos, Berlín.

Su modelo de Alberto el Oso trajo alabanzas en 1893, cuando entró en un concurso para proporcionar figuras para el Puente del Pescador. Aunque el contrato fue para Johannes Boese, permitió a Felderhoff negociar una comisión para una estatua y bustos en el proyecto de la Siegesallee (Avenida de la Victoria) y fue utilizado como base para la figura central: el Margrave Juan II de Brandeburgo (Grupo 6). Fue el único escultor de la Siegesallee en trabajar en un estilo austero moderno, en lugar del favorecido estilo histórico. (Se realizaron algunos cambios cuando Guillermo II revisó lo esbozos, pero su naturaleza se desconoce). Esto provocó que su obra fuera criticada como "mediocre".
Uno de sus trabajos más conocidos es la estatua de Diana, que se exhibió en la Exposición Universal de París (1900). Ha sido reproducida y refundida muchas veces.

## Otras obras destacadas

#### Berlín

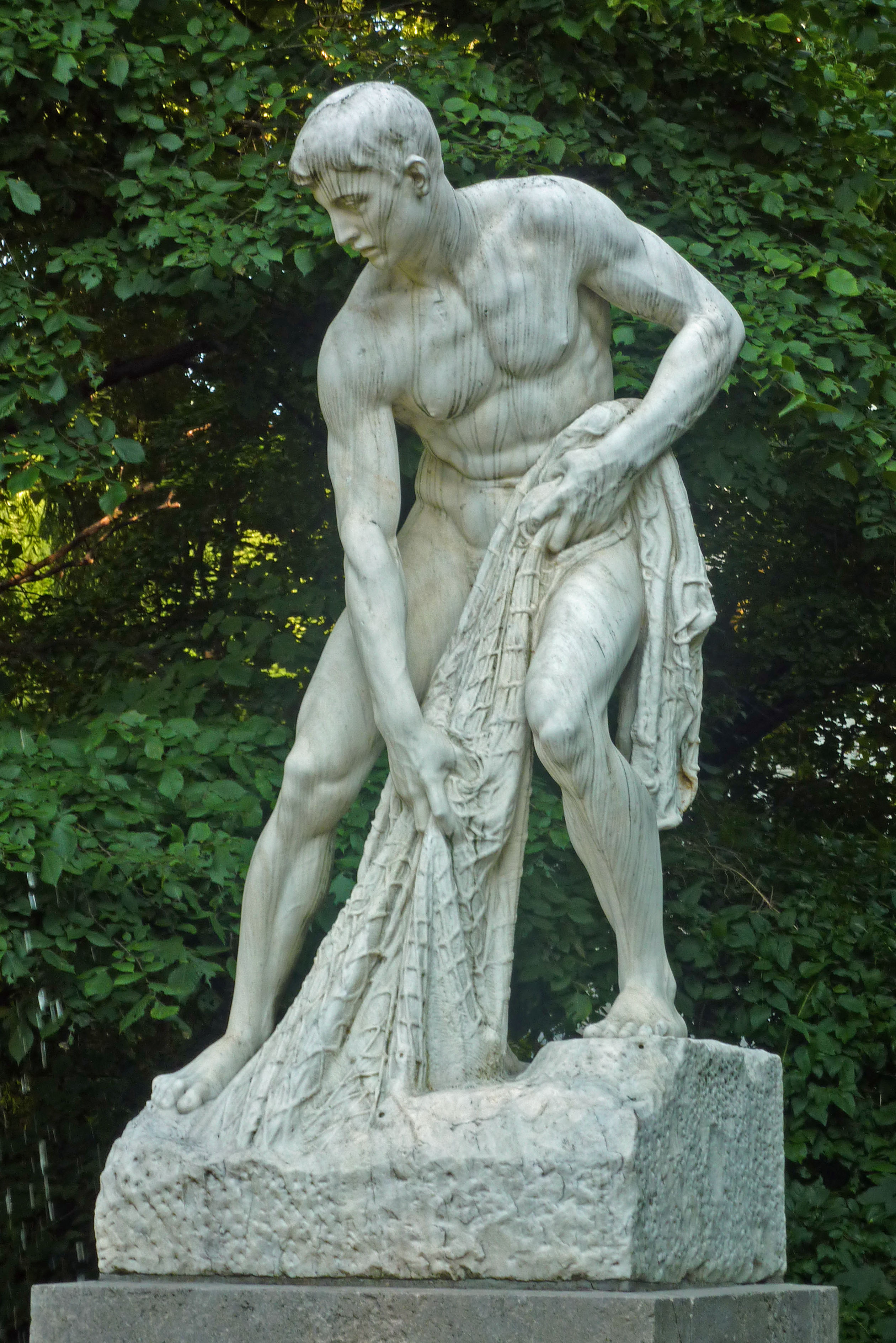
Stralauer Fischer (1916).

- 1895: Die Eitelkeit (Vanidad); estatua para el ropero del edificio del Reichstag.
- 1898/1899: Figura sentada de Wilhelm Conrad Röntgen; en el Puente de Potsdam (desmantelada y fundida en 1945).
- 1904: Dos grandes estrados de piedra con motivos de caza (Tiergarten, destruidos).
- 1916: Stralauer Fischer; originalmente parte de una fuente, ahora en la esquina de la Neue Krugallee 4 y la Bulgarische Straße.

#### Otras ciudades
- 1894-1899: Monumento a Bismarck; Essen.
- 1901: Figura sentada de Johannes Brahms; en el vestíbulo del Instituto Brahms en la Academia de Música de Lübeck.
- 1903: Fuente de anfitrita; Stettin (Szczecin) (destruida).[2]